# ميدنايت ستار
نجمة منتصف الليل (بالإنجليزية:Midnight Star، نقحرة: ميدنايت ستار) هي لعبة فيديو من نوع تصويب منظور الشخص الأول، قامت بإصدارها شركة إندستريل تويز في 5 فبراير 2015 لنظام آي أو إس فقط وسيتم إصدارها للأنظمة الأخرى في وقت لاحق.